# Janusz Rzeszewski
Janusz Rzeszewski (ur. 10 lutego 1930 w Kożangródku, zm. 2 października 2007 w Warszawie) – polski reżyser filmowy, od 1958 związany z Telewizją Polską. 

## Życiorys
Urodził się w rodzinie Walentego i Kazimiery z domu Majchrzak. Przed wybuchem II wojny światowej z rodziną przeniósł się do Warszawy, gdzie uczęszczał do szkoły powszechnej. 
Podczas okupacji niemieckiej kontynuował naukę w Kolegium Ojców Marianów na Bielanach. Wstąpił do Związku Harcerstwa Polskiego, zostając członkiem Szarych Szeregów. Brał udział w szkoleniu harcerskim, wojskowym oraz w akcjach małego sabotażu. Przed wybuchem powstania warszawskiego jako ochotnik wstąpił do oddziału por. Jerzego Terczyńskiego ps. „Starża”. Używał pseudonimów „Bekas” i „Orion”. Wraz z rodziną i sąsiadami został wywieziony do obozu przejściowego w Pruszkowie. 
Po wojnie zamieszkał w Łodzi, gdzie zaczął uczęszczać do drugiej klasy I Państwowego Gimnazjum i Liceum im. Mikołaja Kopernika, następnie przeniósł się do XI Państwowego Gimnazjum i Liceum. Po zdaniu w 1948 matury rozpoczął studia na Wydziale Reżyserskim PWSF w Łodzi, które w 1967 ukończył a w 1968 otrzymał dyplom. W 1952 ukończył także Wydział Historii Sztuki Uniwersytetu Łódzkiego. 
W 1958 rozpoczął pracę w Telewizji Polskiej. W latach 1966–1969 był naczelnym reżyserem Ośrodka TVP w Łodzi, w latach 1969–1971 zastępcą naczelnego reżysera TVP, a następnie w latach 1971–1973 naczelnym redaktorem Redakcji Rozrywkowej TVP. W latach 1975–1980 był współtwórcą i kierownikiem artystycznym Music-hallu TVP w Chorzowie. Realizował wiele programów telewizyjnych (głównie rozrywkowych), a także festiwale piosenki w Opolu, Sopocie i Zielonej Górze. 
Był członkiem Stowarzyszenia Filmowców Polskich.
Mąż kostiumografki, Lidii Rzeszewskiej (1925–1989), ojciec aktorki Joanny Agaty Rzeszewskiej.
Zmarł w Warszawie, pochowany na cmentarzu Wawrzyszewskim.

## Filmografia
- 1978: Hallo Szpicbródka, czyli ostatni występ króla kasiarzy
- 1981: Miłość ci wszystko wybaczy
- 1983: Lata dwudzieste... lata trzydzieste...
- 1987: Misja specjalna

## Spektakle Teatru Telewizji
- 1966: Czwarty do brydża[6]

## Inne
- Lata 70.: Bajka dla dorosłych
- 1974: 3000 sekund z Ewą Wiśniewską
- 1978: Powróćmy jak za dawnych lat
- 1984: Sylwestrowy program rozrywkowy:

Minęło dni 366 czyli Jerzy Bończak i...
Przed nami 365 dni czyli Ewa Kuklińska i jej goście
- 1988: 3000 sekund z Ewą Kuklińską

## Ordery i odznaczenia
- Krzyż Oficerski Orderu Odrodzenia Polski (2004)
- Krzyż Armii Krajowej
- Medal za Warszawę 1939–1944
- Srebrny Krzyż „Za Zasługi dla ZHP” z Rozetą z Mieczami
- Odznaka Honorowa ZAiKS-u (1998)[7]

Źródło:.

## Nagrody i wyróżnienia
- Nagroda Komitetu do spraw Radia i Telewizji za reżyserię programów rozrywkowych, a w szczególności Programu Barburkowego i Piosenek cygańskich (1965)
- „Złoty Ekran” w kategorii: rozrywkowej, za cykl widowisk rozrywkowych, a przede wszystkim za program 3000 sekund z L.J. Kernem (1967)
- Nagroda Komitetu do spraw Radia i Telewizji (zespołowa) dla realizatorów programu Śpiewki stare, ale jare (1968)
- „Złoty Ekran” w kategorii: program rozrywkowy, za Bajki dla dorosłych (1976)
- Nagroda Przewodniczącego Komitetu do spraw Radia i Telewizji I stopnia za reżyserię programów rozrywkowych Bajki dla dorosłych (1977)
- „Fotel Widza” - nagroda ZRF przyznana podczas Festiwalu Polskich Filmów Fabularnych w Gdańsku dla filmu polskiego (Hallo Szpicbródka, czyli ostatni występ króla kasiarzy) mającego największą frekwencję w pierwszym roku eksploatacji (1980)
- statuetka „Gwiazda Telewizji Polskiej” nadana z okazji 50-lecia TVP za reżyserię programów rozrywkowych i widowisk telewizyjnych (2002)

Źródło:.